# Монастир Миколи Йорданського
Йорданський Миколаївський жіночий монастир — організований в XI або XVII сторіччі, при храмі Святого Миколая в Києві.

## Виникнення назви
За однією з версій на Чернечому озері (яке існує і досі під назвою Йорданське озеро) на честь церковного свята Водохреща влаштовували ополонку — так звану «йордань» для освячення води.
Це озеро, розташоване проти монастиря на оболонських луках, зазначене на міських планах 1816 та 1837 рр.

## Історія
Микільський Йорданський жіночий монастир існував з 1616 і до 1803 року у північній частині Подолу (Кирилівська вул., 51, тепер тут корпуси Київської нотної фабрики).
1832 року київський археолог-любитель К. А. Лохвицький у садибі купця І. Г. Марра на вулиці Кирилівській (нині Фрунзе), 51, виявив залишки цегляних фундаментів якогось храму із кладкою, як на Золотих воротах у Києві, та земляних укріплень. Це могла бути парафіяльна Микільська церква, пов'язана своєю історією із стародавнім переказом «Чудо св. Миколая стосовно половчанина, яке сталося у місті Києві». Окремі ж дослідники ототожнили знахідку із відомою церквою св. пророка Іллі, у якій руські воїни-християни присягалися 945 року на вірність договорові із греками. А професор місцевої духовної Академії М. І. Петров переконував громадськість у тому, що саме в цьому районі започатковувався Київ і далі розвивався уздовж гори в південному напрямку. Пізніше, в часи князя Ігоря, центром укріплень стала територія, що прилягала до Андріївського пагорба.
За іншими джерелами, при тому храмові з давніх часів існував Микільський Йорданський жіночий монастир, серед черниць якого перебувала мати преподобного Феодосія Печерського. Припинила його існування, вочевидь, монголо-татарська навала 1240 року.
Походження назви монастиря, церкви, струмка, ставка та й цілої місцевості, в основі якої лежить слово «Йордан», навів у своєму «Описании Києва» відомий дослідник історії міста М. В. Закревський. Один із київських паломників, перебуваючи на березі річки Йордан у Палестині, випустив із рук срібний коряк, яким збирався напитися води. Повернувшись до Києва і завітавши до зазначеного вище монастиря, він виявив цей коряк у його колодязі. Ця подія сталася десь у XI чи XII столітті.
Одне із джерел засвідчує, що 1544 року на цьому самому місці вже існувала дерев'яна церква в ім'я св. великомученика Димитрія Мироточивого. Інше джерело вказує на 1520-й рік і на церкву в ім'я св. Миколая. 1616 (чи 1650) року тут з'явився жіночий Микільський Йорданський монастир. В пом'янику Межигірського монастиря, в записах, що датуються до 1625 року поминається рід однієї з перших ігумень Йорданської обителі Євдокії Стрельбицької (існує думка, що його заснували пізніше і почергово очолювали сестри святителя Димитрія Ростовського), який перебував під опікою ігумена Кирилівського монастиря і територія якого на початку XVIII століття значно розширилася за рахунок монастиря, переведеного сюди 1712 року імператором Петром І із жіночого відділення Михайлівського Золотоверхого монастиря, який продовжив своє функціонування під назвою «Богословський Йорданський монастир» (після переселення згуртувався навколо Іоанно-Богословської церкви Миколаївського монастиря). Імператриця Катерина II 1786 року перевела Богословський Йорданський монастир до Золотоноші, а Микільській Йорданський монастир проіснував на старому місці до 1803 року, коли був ліквідований, а церква стала парафіяльною.
Після ліквідації монастиря залишилися 2 дерев'яні церкви, одна із яких — Микільська, згоріла 1821 (чи 1830) року, а її функції стала виконувати Димитріївська церква, що збереглася при колишній монастирській трапезній.
Церковно-парафіяльне опікунство упродовж тривалого часу добивалося від місцевих єпархіальних властей дозволу на заміну церкви мурованим храмом. Ще 1865 року парафіяни погодилися жертвувати з цією метою щорічно упродовж 5 років посильні суми грошей, а архіпастир — по 25 рублів сріблом. Клопотання було задоволене 1883 року. А 7 січня 1885 року надійшов дозвіл на продаж дерев'яної церкви і від самого імператора. Сподівання керівництва опікунства на добровільні приватні пожертвування справдилися. Урочисте освячення Микільської церкви, спорудженої у класичному стилі, відбулося 1885 (чи 1886) року. Добудовану пізніше 3-ярусну дзвіницю вінчала шатрова, у псевдоросійському стилі баня. На події Першої світової війни відгукнулися також і парафіяни Микільської церкви. 1914 року вони заснували Опікунську раду для надання допомоги родинам, чоловіки яких перебували на фронті. Одночасно завершувалися реставраційні роботи в храмі. 4 жовтня 1915 року митрополит Київський Флавіан відправив у ньому літургію з нагоди оновлення іконостаса та настінного живопису.
Існували народні перекази про церкву. Відвідати її чомусь вирішив сам імператор Микола II. Але карета, у якій він перебував, загрузла, і її ледве витягнули із багнюки. Звідси, начебто, походила назва Царського (пізніше Чорний, сьогодні не існує) провулку в районі храму. У його бані існувала якась дира, на стіні церкви, на яку через неї потрапляло денне світло, раптом сам по собі почав оновлюватися живопис. На це диво приходили подивитися навіть мешканці багатьох навколишніх сіл і містечок.
Із весни 1927 року Микільським храмом короткий час володіла УАПЦ. Своє існування храм припинив 1935 року. Сьогодні приблизно на його місці височать корпуси Київської нотної фабрики. Від монастиря у спадок залишилося лише кладовище, яке розташовувалося на схилі гори Юрковиці вище від монастирських споруд.
Зараз церковне життя на монастирській землі потроху відновлюється.